# Cory Carr
Cory Jermaine Carr (Fordyce, 5 dicembre 1975) è un ex cestista statunitense con cittadinanza israeliana, professionista nella NBA e in Europa.
Nel 2009 ha ottenuto il passaporto israeliano.

## Carriera
Dopo essere uscito dall'università di Texas Tech, Carr fu chiamato dagli Atlanta Hawks al draft NBA 1998 con la scelta numero 49: il debutto nella NBA tuttavia avvenne con la maglia dei Chicago Bulls in una stagione notevolmente accorciata per via del lock-out.
Gran parte della sua restante carriera si è svolta in Israele, con alcune apparizioni anche nel campionato francese, in quello italiano di Legadue e in quello cipriota.

## Palmarès
- Campionato israeliano: 1

Maccabi Haifa: 2012-13

## Vita privata
Carr è padre dei gemelli identici Tristin e Zyon McCollum, entrambi giocatori della National Football League.